# Horacio Benincasa
Horacio Benincasa (Buenos Aires, 11 de abril de 1994) es un futbolista argentino nacionalizado peruano. Juega de defensa y su equipo actual es Alianza Atlético de la Primera División del Perú. Tiene 31 años.

## Trayectoria
Horacio Benincasa es hijo de un argentino y una peruana. Dio sus primeros pasos en el fútbol en el Racing de Avellaneda; sin embargo a los ocho años, dejó su país natal y llegó a Lima junto a su familia debido al trabajo de su padre y a la crisis en la nación rioplatense. Ya en el Perú, se probó en Universitario de Deportes y posteriormente se integró a la academia del Club Esther Grande de Bentín, donde adquirió la nacionalidad peruana.
Por mérito propio fue convocado a los combinados sub-15 y sub-17 del Perú. Luego del sudamericano sub-17, se probó en el Bayern de Múnich, Borussia Mönchengladbach, Friburgo y Tottenham Hotspur, hasta que regresó al Perú en 2012. Firmó con el Alianza Lima, integrándose al equipo de reservas. Llegó a debutar con el equipo mayor en un partido amistoso jugado, ese mismo año, contra el Atlético de Madrid disputado en la capital española; terminando con una victoria 3-0 para los locales. A inicios de 2013, fue cedido a préstamo al Inti Gas para toda la temporada 2013.
El 30 de marzo de 2013, debutó en la primera división en la derrota por 5-0 ante el Sporting Cristal. El 10 de julio, convirtió su primer tanto en la goleada por 4-0 ante Unión Comercio. Finalmente a inicios del año 2014 logró desvincularse de Alianza Lima, dejando su calidad de préstamo y firmando oficialmente como jugador del club Inti Gas de Ayacucho, en esa temporada anotó 3 goles y jugó 36 partidos.
Para el año 2015 fichó por Universitario de Deportes donde jugó la Copa Sudamericana, logró permanecer en primera división con el cuadro crema y clasificar a la Copa Sudamericana para el año siguiente. Siendo esta su mejor temporada en goles donde marcó 5 goles y disputó 32 partidos. En 2016 salió campeón del Torneo Apertura con los estudiantiles, jugó la Copa Sudamericana donde fueron eliminados por Emelec; tras la participación, peleó el título con Universitario de Deportes donde fueron eliminados por Melgar en las semifinales del torneo local y marcó 1 gol en 36 partidos.
Para el año 2017, disputó la Copa Libertadores donde su club fue eliminado por Deportivo Capiatá de Paraguay. Durante el año fue titular indiscutible, jugando 36 partidos y marcando 1 gol. En 2018 jugó la Copa Libertadores siendo eliminado por Oriente Petrolero de Bolivia y luchó por no descender con la crema. Tras varios rumores para el año 2019 fichó por Real Garcilaso a préstamo por una temporada, donde disputó 12 partidos y no renovaría su contrato. Para la temporada 2020 fichó por Carlos A. Mannucci, siendo titular en algunos partidos, marcó 1 gol en 22 partidos y su cliub clasificó a la Copa Sudamericana. Siguió siendo parte del plantel para el año 2021; en esta temporada marcó 2 goles en 16 partidos, llegando a disputar la final de la Copa Bicentenario 2021, donde fueron derrotados por Sporting Cristal.

## Selección nacional
Ha sido internacional con la selección de fútbol del Perú en las categorías sub-15 y sub-17. Con el combinado sub-15 disputó el Campeonato Sudamericano Sub-15 de 2009 realizado en Bolivia, jugando como titular y convirtiendo dos tantos: uno de cabeza ante Uruguay y otro ante Argentina. Sin embargo; Perú finalizó en la última ubicación del grupo B, por detrás de Uruguay, Ecuador, Colombia y Argentina.
Más adelante, fue convocado por Juan José Oré a la sub-17 para el Campeonato Sudamericano de Fútbol Sub-17 de 2011, disputado en Ecuador. También fue considerado en el equipo titular e incluso anotó un gol en la victoria por 3-0 sobre Uruguay. Fue incluido por Ricardo Gareca en la lista preliminar de Perú para la Copa América Centenario, pero no fue incluido en la nómina final de 23 convocados.

## Clubes y estadísticas
| Club                             | Temporada           | Liga | Liga | Copas Nacionales * | Copas Nacionales * | Copas Internacionales ** | Copas Internacionales ** | Total | Total |
| Club                             | Temporada           | PJ   | G    | PJ                 | G                  | PJ                       | G                        | PJ    | G     |
| -------------------------------- | ------------------- | ---- | ---- | ------------------ | ------------------ | ------------------------ | ------------------------ | ----- | ----- |
| Inti Gas · Perú                  | 2013                | 18   | 1    | 0                  | 0                  | 1                        | 0                        | 19    | 1     |
| Inti Gas · Perú                  | 2014                | 23   | 3    | 13                 | 0                  | 0                        | 0                        | 36    | 3     |
| Inti Gas · Perú                  | Total               | 41   | 4    | 13                 | 0                  | 1                        | 0                        | 55    | 4     |
| Universitario de Deportes · Perú | 2015                | 26   | 4    | 3                  | 1                  | 3                        | 0                        | 32    | 5     |
| Universitario de Deportes · Perú | 2016                | 36   | 1    | 0                  | 0                  | 0                        | 0                        | 36    | 1     |
| Universitario de Deportes · Perú | 2017                | 36   | 1    | 0                  | 0                  | 0                        | 0                        | 36    | 1     |
| Universitario de Deportes · Perú | 2018                | 30   | 2    | 0                  | 0                  | 2                        | 0                        | 32    | 2     |
| Universitario de Deportes · Perú | Total               | 128  | 8    | 3                  | 1                  | 5                        | 0                        | 136   | 9     |
| Real Garcilaso · Perú            | 2019                | 12   | 0    | 0                  | 0                  | 0                        | 0                        | 12    | 0     |
| Real Garcilaso · Perú            | Total               | 12   | 0    | 0                  | 0                  | 0                        | 0                        | 12    | 0     |
| Carlos A. Mannucci · Perú        | 2020                | 22   | 1    | 0                  | 0                  | 0                        | 0                        | 22    | 1     |
| Carlos A. Mannucci · Perú        | 2021                | 16   | 2    | 0                  | 0                  | 0                        | 0                        | 16    | 2     |
| Carlos A. Mannucci · Perú        | Total               | 38   | 3    | 0                  | 0                  | 0                        | 0                        | 38    | 3     |
| Cusco F. C. · Perú               | 2022                | 21   | 2    | 0                  | 0                  | 0                        | 0                        | 21    | 2     |
| Cusco F. C. · Perú               | 2023                | 18   | 0    | 0                  | 0                  | 0                        | 0                        | 18    | 0     |
| Cusco F. C. · Perú               | Total               | 39   | 2    | 0                  | 0                  | 0                        | 0                        | 39    | 2     |
| Alianza Atlético · Perú          | 2024                | 31   | 5    | 0                  | 0                  | 0                        | 0                        | 31    | 5     |
| Alianza Atlético · Perú          | 2025                | 23   | 1    | 0                  | 0                  | 0                        | 0                        | 23    | 1     |
| Alianza Atlético · Perú          | Total               | 54   | 6    | 0                  | 0                  | 0                        | 0                        | 54    | 6     |
| Total en su carrera              | Total en su carrera | 312  | 23   | 16                 | 1                  | 6                        | 0                        | 334   | 24    |

- (*) Torneo del Inca.
- (**) Copa Sudamericana y Copa Libertadores de América.

## Palmarés

### Títulos nacionales
| Título                    | Club                      | País | Año  |
| ------------------------- | ------------------------- | ---- | ---- |
| Torneo Apertura           | Universitario de Deportes | Perú | 2016 |
| Segunda División del Perú | Cusco F. C.               | Perú | 2022 |